# Joyce Moreno
Joyce Silveira Palhano de Jesus (Rio de Janeiro, 31 januari 1948), beter bekend als Joyce of Joyce Moreno, is een Braziliaans zangeres, gitarist en songwriter.

## Biografie
Joyce groeide op in Rio de Janeiro. Haar ouders scheidden kort na haar geboorte, Joyce werd daarna geadopteerd door de eerste echtgenoot van haar moeder.
Op haar 14e leerde ze gitaar spelen door naar haar broer te kijken. Haar broer was een semi-professioneel gitarist. Hij was bevriend met bossanova-muzikanten zoals Roberto Menescal en Eumir Deodato en muzikanten als Leny Andrade kwamen over de vloer. Joyce leerde zo veel over bossa nova, daarnaast luisterde ze veel naar jazz en samba. In 1964 werd ze door Menescal gevraagd voor de vocale groep Conjunto Sambacana, waarmee ze haar eerste studio-opname maakte.
In 1966 ging ze journalistiek en muziek studeren aan de katholieke universiteit van Rio (PUC-Rio). In 1967 stuurde ze haar song Me Disseram in voor een songcompetitie. In deze song schreef ze in de eerste persoon, vanuit haar vrouwelijke gezichtspunt en in een directe stijl, over haar relatie met een man. De song zorgde voor ophef. Het was in Brazilië nog niet eerder voorgekomen dat een vrouw op zo'n manier een song schreef. Veel mannelijke journalisten vonden het vulgair en immoreel en vonden dat een vrouw niet over dergelijke zaken hoorde te zingen.
In 1968 bracht Joyce haar debuutalbum uit, geproduceerd door Armando Pittigliani en mede-gearrangeerd door Dori Caymmi. In de tientallen jaren daarna bracht ze meer dan 30 albums en meer dan 400 originele songs uit. Haar muziek op deze albums is een mix van samba, bossanova, MPB, jazz en Braziliaanse folkinvloeden. Haar zang wordt omschreven als luchtig, zwierig en swingend, loepzuiver en kristalhelder, vaak opgewekt, en met vocale acrobatiek en elementen van scat. Op haar albums wisselt ze eigen songs af met songs van Braziliaanse artiesten als Caetano Veloso, Toninho Horta, Tom Jobim, Vinicius de Moraes en Baden Powell.
Moreno werkte samen met vele muzikanten. Zo werkte ze samen met Braziliaanse artiesten als Dori Caymmi, Milton Nascimento, Ivan Lins, Marcos Valle, Vinicius de Moraes, João Donato, Toninho Horta, Naná Vasconcelos en Romero Lubambo. Daarnaast werkte ze samen met jazzmuzikanten zoals Michael Brecker, Buster Williams, Marvin "Smitty" Smith, Jon Hendricks, Joe Lovano, Mulgrew Miller, Renee Rosnes en Warren Bernhardt.
In 1968, tijdens de militaire dictatuur in Brazilië, besloot de regering om kunst en muziek te recenseren. Sommige kunstenaars werden gevangen gezet of verbannen. De songs van Joyce werden gecensureerd. Sommige van haar politieke teksten werden verboden. Joyce zei er later over dat haar vrouwelijk gezichtspunt werd gecensureerd, en dat ze woorden als 'zwanger' of 'bevallen' niet mocht gebruiken. Toen er later meer vrijheid kwam om teksten te schrijven, bracht Joyce het album Feminina uit. AllMusic omschreef dit album als "een vreugdevolle viering van de vrouwelijke ervaring". Het album en de titelsong waren succesvol en Joyce inspireerde hiermee vele andere vrouwelijke artiesten.
In 1979 ontmoette Joyce jazzdrummer Tutty Moreno, met wie ze zou trouwen en veel zou samenwerken. Later paste ze haar artiestennaam Joyce aan naar Joyce Moreno.
Vanaf de jaren 1990 kwam het werk van Joyce Moreno internationaal opnieuw onder de aandacht. Via dj's als Gilles Peterson, Nicola Conte, Patrick Forge, en Gerardo Frisina werd haar muziek weer op de radio en in clubs gedraaid. Joyce tekende in 1996 een platendeal bij Far Out Recordings, dat naast nieuwe albums ook diverse van haar oude albums (opnieuw) uitbracht. Moreno's song Aldeia de Ogum werd gesampled door de Black Eyed Peas in de song Magic. Deze song werd gebruikt in de soundtrack van de film Legally Blonde (2001). De song Tema Para Jobim van Joyce en Milton Nascimento werd gebruikt voor de film The Player (1992).

## Erkenning en waardering
Moreno wordt gezien als een belangrijke zangeres en songwriter binnen de Braziliaanse muziek en MPB.
Moreno's songs werden vertolkt door artiesten als Elis Regina, Maria Bethânia, Milton Nascimento, Gilberto Gil, Nana Caymmi en Quarteto em Cy.
De Britse krant The Guardian noemde Moreno "de beste hedendaagse vrouwelijke singer-songwriter in Brazilië". Allmusic noemde haar "een van de grote interpretatieve zangers in de Braziliaanse MPB traditie". Songlines noemde haar "een van de krachtigste feministische stemmen van de Braziliaanse muziek sinds de jaren 1960" en schreef dat ze zich alleen al met haar songs "een plek heeft verzekerd in het pantheon van de Música Popular Brasileira (MPB)".
Joyce werd viermaal genomineerd voor een Latin Grammy Award.

## Discografie
- Joyce (Philips, 1968)
- Encontro Marcado (Philips, 1969)
- Nelson Angelo e Joyce (Odeon, 1972)
- Passarinho Urbano (Cetra, 1976)
- Feminina (EMI, 1980)
- Agua e Luz (EMI, 1981)
- Tardes Cariocas (Feminina, 1983)
- Saudade Do Futuro (Pointer, 1985)
- Wilson Batista (Funarte, 1985)
- Tom Jobim...Os Anos 60 (EMI, 1987)
- Negro Demais No Coracao met Vinicius de Moraes (SBK, 1988)
- Ao Vivo (EMI, 1989)
- Music Inside (Verve, 1990)
- Linguas & Amores (Verve, 1991)
- Delirios de Orfeu (Bomba, 1994)
- Revendo Amigos (EMI, 1994)
- Live at the Mojo Club (Motor Music, 1995)
- Ilha Brasil (EMI, 1996)
- Astronauta: Canções de Elis (Brasil, 1998)
- Hard Bossa (Far Out, 1999)
- Sem Voce with Toninho Horta (DiscMedi Blau, 1999)
- Tudo Bonito with João Donato (Rip Curl/Epic, 2000)
- Gafieira Moderna (Far Out, 2001)
- Just a Little Bit Crazy (Far Out, 2003)
- Bossa Duets (Sony/BMG/Epic, 2003)
- Rio-Bahia met Dori Caymmi (Victor, 2005)
- Samba Jazz & Outras Bossas (Far Out, 2007)
- Visions of Dawn met Naná Vasconcelos (Far Out, 2009)
- Slow Music (Biscoito Fino, 2009)
- Celebrating Jobim (Omagatoki 2009)
- Aquarius (Far Out, 2010)
- Rio (Far Out, 2012)
- Tudo (Far Out, 2013)
- Cool (Columbia, 2015)
- Raiz (Far Out, 2015)
- Poesia with Kenny Werner (Pirouet, 2015)
- Palavra e Som (Rambling, 2016)
- Fiz uma Viagem (Rambling, 2017)
- Argumento (Kuarup, 2018)
- 50 (Biscoito Fino, 2018)